# Cartalón (diplomático)

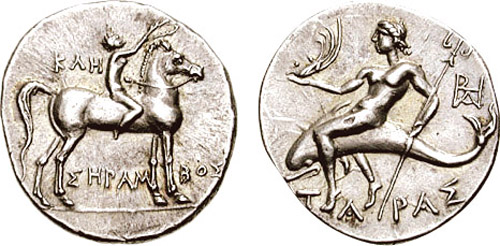
Siclo acuñado en Tarento durante su ocupación por Aníbal.

Cartalón (m. aprox. 209 a. C.) fue un militar y diplomático cartaginés, oficial del ejército de Aníbal durante la segunda guerra púnica. Durante la campaña de Italia se destacó en una exitosa escaramuza contra los romanos al mando de la caballería númida, y tras la batalla de Cannas, Aníbal le envió a Roma como enviado de paz. La delegación que le acompañaba incluía un grupo de prisioneros romanos por los que los púnicos esperaban obtener un rescate. Sin embargo, el recientemente nombrado dictador Marco Junio Pera envió un mensajero a los cautivos, animándolos a escapar por la noche.

## Muerte
En 209 a. C., Cartalón servía como comandante de la guarnición de Tarento, que había caído ante Aníbal cuatro años antes, cuando Quinto Fabio Máximo dirigió a las fuerzas romanas en una ofensiva para recuperar la ciudad. En la subsiguiente batalla, cuando la derrota parecía inevitable, Cartalón depuso las armas con la intención de rendirse ante Fabio, pero fue asesinado antes de que tuviera la oportunidad de contactar con él.